# Botticino Rugby Union
Il Botticino Rugby Union è un club italiano di rugby a 15 fondato nel 1976 a Botticino (BS); milita in serie B e vanta come suo miglior risultato sportivo la promozione in serie A 2003-04, seconda divisione nazionale.